# Before the moon
Before the moon is een livealbum van AirSculpture. Het bevat opnamen van een concert dat de band gaf op 14 oktober 2005 tijdens het Ricochet Festival. De naam van dat festival is afkomstig van het album Ricochet van Tangerine Dream. Het werd uitgebracht in een oplage van 300 stuks in een digipack. De muziek bestaat uit elektronische muziek uit de Berlijnse School met een soort minimal music binnen de elektronische muziek; veel herhalingen om een trance te krijgen, maar op een andere manier dan house. Het album was eerder verkrijgbaar op cd-r.
Het concert werd gegeven in Castillo del Mar in Vallehermoso op La Gomera gedurende volle maan. 

## Musici
- Adrian Beasley, John Christian, Pete Ruczynski – synthesizers, elektronica

## Muziek
Alles van AirScultpure

| Nr. | Titel             | Duur  |
| --- | ----------------- | ----- |
| 1.  | La Gomera, part 1 | 22:56 |
| 2.  | La Gomera, part 2 | 13:24 |
| 3.  | La Gomera, part 3 | 17:52 |
| 4.  | La Gomera, part 4 | 12:02 |